# Lathrup Village
Lathrup Village es una ciudad ubicada en el condado de Oakland en el estado estadounidense de Míchigan. En el Censo de 2010 tenía una población de 4075 habitantes y una densidad poblacional de 1.048,21 personas por km².

## Geografía
Lathrup Village se encuentra ubicada en las coordenadas 42°29′32″N 83°13′39″O / 42.49222, -83.22750. Según la Oficina del Censo de los Estados Unidos, Lathrup Village tiene una superficie total de 3.89 km², de la cual 3.89 km² corresponden a tierra firme y (0%) 0 km² es agua.

## Demografía
Según el censo de 2010, había 4075 personas residiendo en Lathrup Village. La densidad de población era de 1.048,21 hab./km². De los 4075 habitantes, Lathrup Village estaba compuesto por el 34.6% blancos, el 61.18% eran afroamericanos, el 0.1% eran amerindios, el 0.59% eran asiáticos, el 0% eran isleños del Pacífico, el 0.47% eran de otras razas y el 3.07% pertenecían a dos o más razas. Del total de la población el 1.5% eran hispanos o latinos de cualquier raza.